# Букова (Румунія)
Букова (рум. Bucova) — село у повіті Караш-Северін в Румунії. Входить до складу комуни Беуцар.
Село розташоване на відстані 297 км на північний захід від Бухареста, 62 км на схід від Решиці, 112 км на схід від Тімішоари.

## Населення
За даними перепису населення 2002 року у селі проживали 1029 осіб.
Національний склад населення села:
| Національність | Кількість осіб | Відсоток |
| -------------- | -------------- | -------- |
| румуни         | 1000           | 97,2%    |
| цигани         | 24             | 2,3%     |
| угорці         | 5              | 0,5%     |

Рідною мовою назвали:
| Мова      | Кількість осіб | Відсоток |
| --------- | -------------- | -------- |
| румунська | 1021           | 99,2%    |
| угорська  | 6              | 0,6%     |